# Троицкая церковь (Яранск)
Церковь во имя Троицы Живоначальной (Свято-Троицкий собор) — православная церковь в Яранске. Самое крупное среди сохранившихся до наших дней культовых сооружений Яранской епархии Вятской митрополии.

## История
Первое здание Знаменско-Троицкой церкви с приделом Святого Дмитрия Ростовского и колокольней было построено в Яранском кремле и освящено 19 октября 1694 года. К середине XIX века оно пришло в ветхое состояние и было разобрано в 1844 году. От первого архитектурного комплекса до наших дней сохранилась только колокольня — т. н. Старотроицкая колокольня, сооружение которой относится к 1689 году.
В 1845 году было заложено новое здание церкви. Строительство осуществлялось по проекту архитектора Константина Тона. Освящение состоялось в 1857 году. Проект был типовым, храмом-близнецом яранской церкви является:
1. Екатерининская церковь в Санкт-Петербурге, построенная в 1831—1837 годах. Не сохранившаяся.
2. Казанский собор в г. Сызрань, построенный в 1872 году
3. Святодуховский собор г. Петрозаводск, построенный в 1872 году

Позднее, в 1878—1889 годах по проекту архитектора А. С. Андреева была построена Новотроицкая колокольня.
Основные средства на постройку храма были предоставлены семьёй купца первой гильдии Ивана Носова. Яранский купец второй гильдии, почётный гражданин города Фёдор Рощин подарил Троицкой церкви колокол — самый большой из имеющихся в Яранском уезде. Его вес составлял 310 пудов, то есть почти 5 тонн.
В 1935 году церковь была закрыта для верующих и осквернена: использовалась для различных хозяйственных нужд. В 1991 году здание возвращено церкви. В 1998 году получила статус собора, однако по статусу уступает кафедральному собору Яранской епархии — Успенскому собору. В народе также чаще именуется церковью. 4 ноября 2001 года, в день Казанской иконы Божией Матери, на маковку Новотроицкой колокольни почти после семидесятилетнего отсутствия воздвигнут новый крест, изготовленный в Марий Эл. С 2015 года в церкви находятся мощи преподобного Матфея Яранского.

## Архитектура
Высота церкви — 33,4 м, Новотроицкой колокольни — 61,2 м.

## Настоятели

### Знаменская церковь
- Захарий Максимов (в 1762 г.)[1]

## Адрес
- 6122345344344353434330 Россия, Кировская область, Яранск, улица Карла Маркса, 20.